# Nephrotoma tincta
Nephrotoma tincta är en tvåvingeart som först beskrevs av Walker 1856.  Nephrotoma tincta ingår i släktet Nephrotoma och familjen storharkrankar. Inga underarter finns listade i Catalogue of Life.